# Tahmoh Penikett
Tahmoh Penikett (Whitehorse, 20 de maio de 1975), é um ator canadense mais conhecido por seus papéis nas séries interpretando Karl Helo Agathon em Battlestar Galactica, e também por interpretar o anjo Gadreel na série Supernatural.

## Filmografia

### Filmes
- (2002) - Go Go Boy
- (2005) - Sandra Goes to whistler  paixão obssessiva
- (2006) - Trapped Ashes
- (2008) - Trick 'r Treat
- (2010) - The Hostage
- (2013) - Man of Steel
- (2014) - The Portal

### Televisão
- (1996-1998) - Murder on Iditarod Trail
- (2002) - Glory Days
- (2002) - Dark Angel
- (2003) - Just Cause
- (2004/2007) - Smallville
- (2004-2005) - Cold Squad
- (2007) - Whistler
- (2010) - Riverworld
- (2011-2012) - The Calling
- (2013-2014) - Supernatural
- (2014) - Reign
- (2012) - Arrow
- (2012) - Castle (série de televisão)

### Jogos
- Need for Speed: Carbon